# جایزه استوا
جایزه استوا توسط گروه ابتکار استوا در برنامه عمران ملل متحد (UNDP) سامان داده می‌شود، هر دو سال یکبار به تلاش‌های اجتماعی برجسته در زمینهٔ کاهش فقر از طریق استفادهٔ حفاظتی و پایدار از تنوع زیستی، اهدا می‌شود.
این جایزه، سازمان ملل متحد، جامعه مدنی، کسب و کارهای گوناگون و سازمان‌های مردم‌نهاد را برای بالا بردن راه حل‌های توسعه پایدار در کنار هم قرار می‌دهد و تلاش گروه‌ها را در راستای کاهش فقر، حفاظت از طبیعت و تقویت انعطاف‌پذیری در برابر تغییرات آب و هوایی ارج می‌نهد.

## جوایز ۲۰۱۵
در ۷ دسامبر ۲۰۱۵ جایزه استوا به ۲۱ ابتکار جامعه محلی و بومی اعطا شد. در این اقدام با اختصاص  ۱۰۰۰۰ دلار آمریکا برای هر برنده از شرکت آنها در یک سری رویدادهای ویژه، در کنفرانس تغییرات آب و هوایی سازمان ملل متحد در پاریس، حمایت شد.

## جایزه ۲۰۱۹
برندگان جایزه در سال ۲۰۱۹ شامل شبکه Millet هند بود که نماینده خود را برای دریافت جایزه فرستاد. این گروه از زنان کشاورز نشان می‌دهند که چگونه ارزن را می‌توان به صورت ارگانیک با نیاز کمتر به آب یا کودهای تخصصی کشت کرد.

## معیارها
معیارهای اهدای جایزه استوا عبارتند از:
- تاثیرگذاری
- مشارکتی بودن
- پایداری
- نوآوری و قابل انتقال بودن
- توانمندسازی رهبری و جامعه
- برابری جنسیتی و مشمولیت اجتماعی